# 2 Batalion Zaopatrzenia
2 Batalion Zaopatrzenia (2 bzaop) – samodzielny pododdział logistyczny Wojska Polskiego.
W 1956 roku, w garnizonie Nysa, został sformowany 56 Batalion Samochodowo-Transportowy. Batalion wchodził w skład 2 Dywizji Zmechanizowanej. Następnie jednostka został przemianowana na 52 Batalion Samochodowy, a później przeformowana w 2 Batalion Zaopatrzenia. W 1989 roku pododdział został rozformowany. 1 lipca 1990 roku jego numer przejął 20 Batalion Zaopatrzenia w Czarnem.

## Struktura organizacyjna
Dowództwo i sztab
- dwie kompanie zaopatrzenia w amuncję
- kompania zaopatrzenia w mps
- pluton zaopatrzenia
- pluton zaopatrzenia technicznego
- drużyna zaopatrzenia żywnościowego i mundurowego
- piekarnia polowa
- łaźnia i pralnia polowa
- drużyna filtrów wody